# Okres Kališ
Okres Kališ (Kalisz; polsky Powiat kaliski) je okres v polském Velkopolském vojvodství. Rozlohu má 1160,06 km² a v roce 2024 zde žilo 81 950 obyvatel. Sídlem správy okresu je město Kališ, které však není jeho součástí, ale tvoří samostatný městský okres.

## Gminy
Městsko-vesnické:
- Koźminek
- Opatówek
- Stawiszyn

Vesnické:
- Blizanów
- Brzeziny
- Ceków-Kolonia
- Godziesze Wielkie
- Lisków
- Mycielin
- Szczytniki
- Żelazków

## Města
- Koźminek
- Opatówek
- Stawiszyn

## Sousední okresy
| Růžice kompasu | Pleszew                             | Konin       | Turek      | Růžice kompasu |
| Růžice kompasu | Kališ, Ostrów Wielkopolski, Pleszew | Sever       | Sieradz    | Růžice kompasu |
| Růžice kompasu | Kališ, Ostrów Wielkopolski, Pleszew | Okres Kališ | Sieradz    | Růžice kompasu |
| Růžice kompasu | Kališ, Ostrów Wielkopolski, Pleszew | Jih         | Sieradz    | Růžice kompasu |
| Růžice kompasu | Ostrów Wielkopolski                 | Ostrzeszów  | Ostrzeszów | Růžice kompasu |